# Lavoir d'Omex (du Clot)
Le lavoir d'Omex (du Clot) est un lavoir situé à Omex, dans le département des Hautes-Pyrénées en vallée de Batsurguère.

## Localisation
Le lavoir est situé dans le département français des Hautes-Pyrénées, au sud du village d'Omex sur le Cami de la Hount de Dessus non loin de l'église.

## Toponymie
En occitan, clot  signifie cuvette.

## Description
Le lavoir est un édifice rectangulaire à toiture à deux  pentes recouvert d’ardoises de la vallée, qui est supportée par des piliers.

Une source alimente le bassin, la fontaine et l'abreuvoir.

## Historique
À Omex, la municipalité, a réuni sur le même lieu, la fontaine, l'abreuvoir et le lavoir. Ce lavoir daté de 1760, a servi durant des années au lavage du linge des hôtels de Lourdes. Les draps étaient ensuite étendus dans les prés, puis descendus dans la cité mariale avec des charrettes tirés par les ânes de Batsurguère.
Celui-ci comporte une fontaine abreuvoir distante du lavoir. La sortie d'eau se fait dans une série de blocs taillés superposés et encastrés dans la maçonnerie du jardin potager du dessus. L'un des deux porte la date gravée de "AN 1828".
Les abreuvoirs-lavoirs d'Omex ont été les témoins d'une intense activité lors des premiers pèlerinages car beaucoup de linge était lavé puis acheminé à dos d'âne vers les hôtels de Lourdes.

## Galerie de photos

Sélection de vues diverses
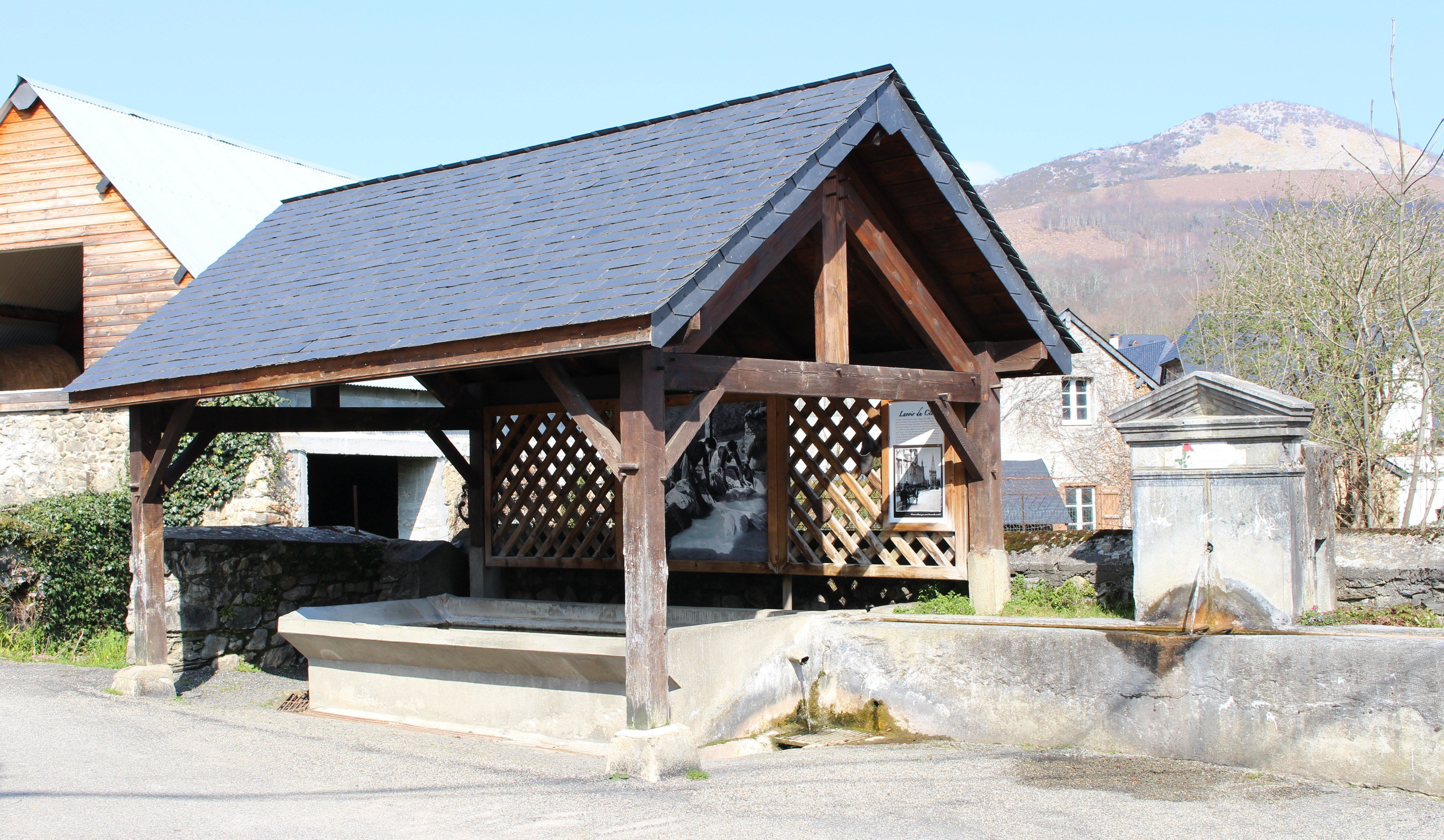
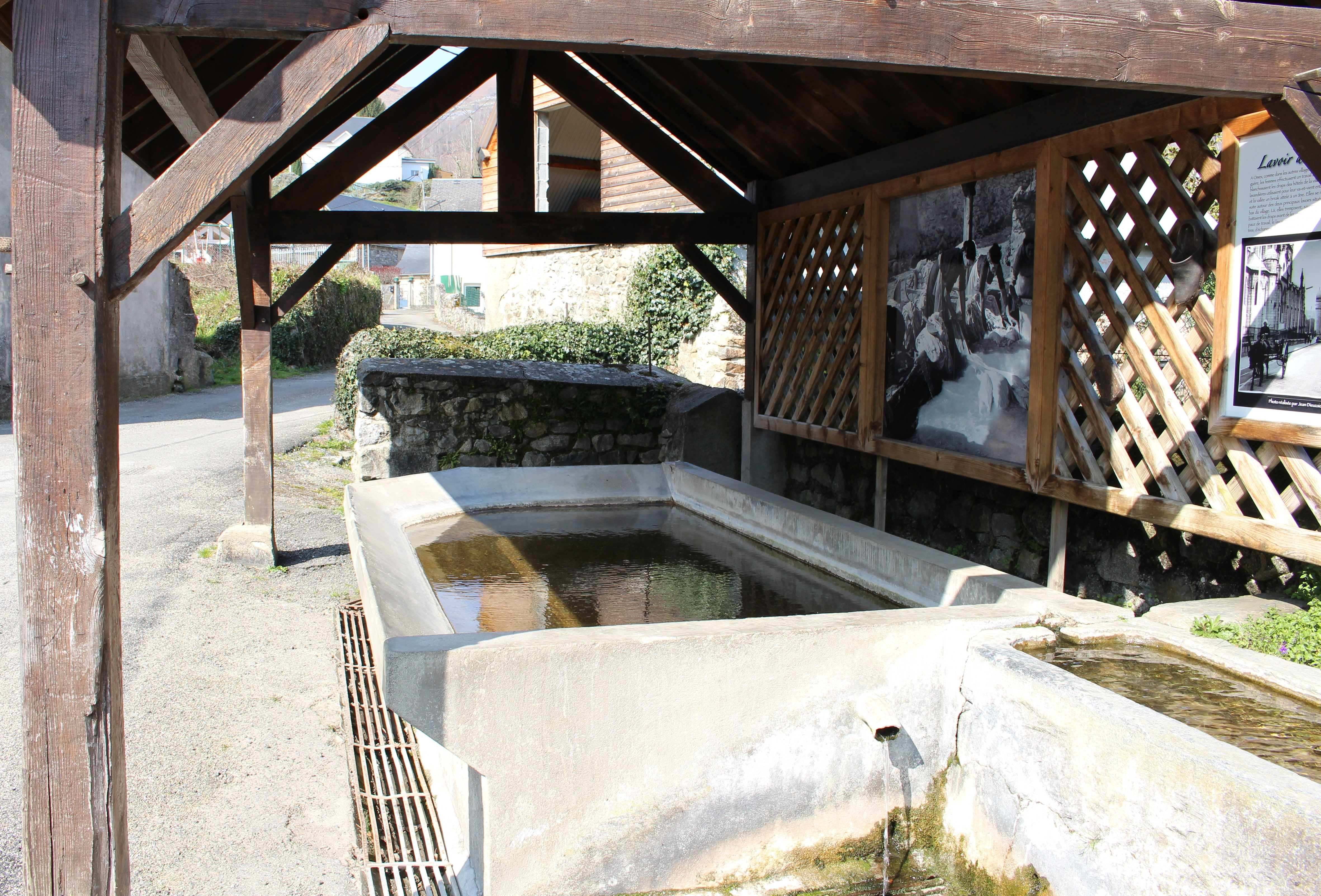
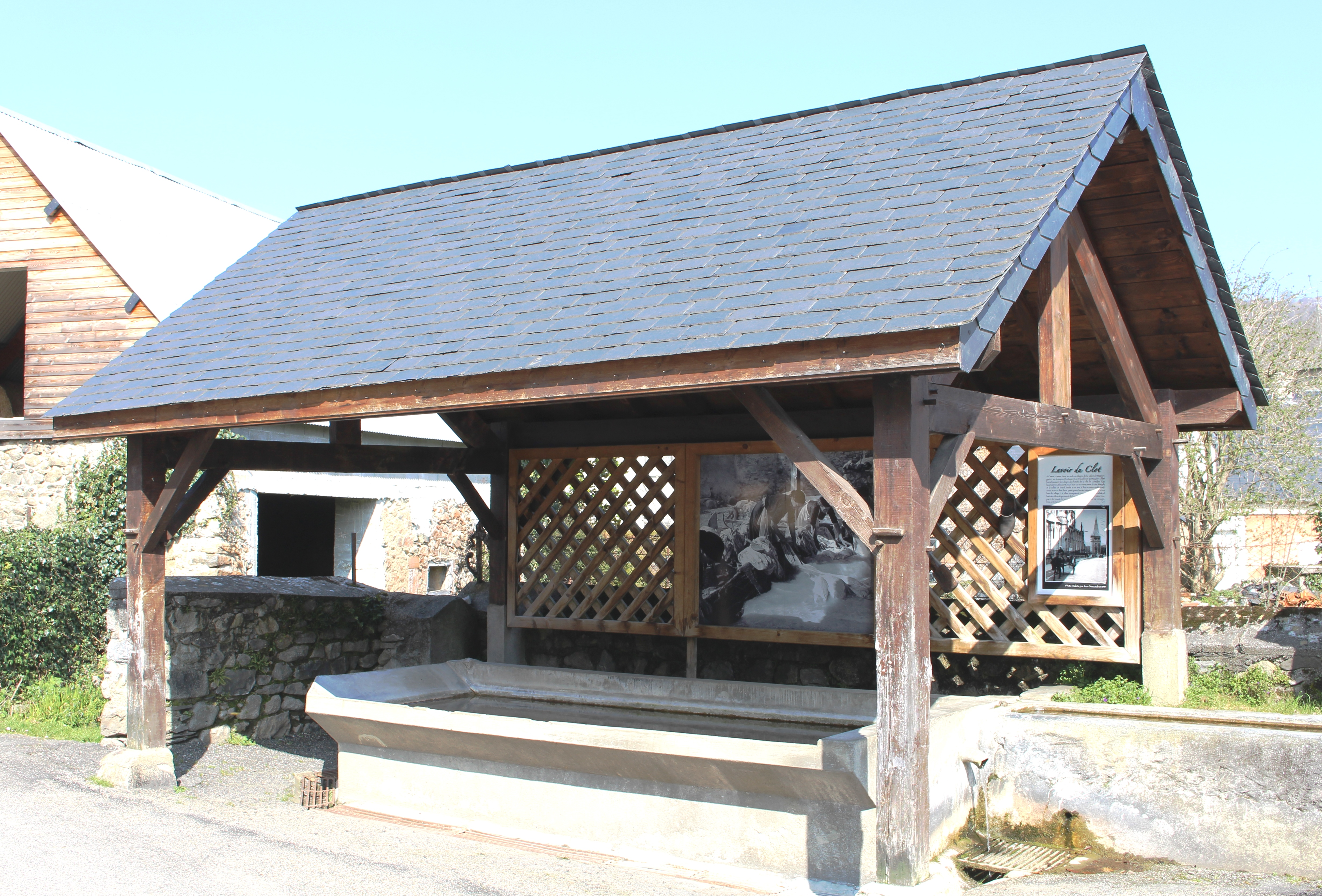